# Al Bowlly
Al Bowlly (7 de enero de 1899 – 17 de abril de 1941)  fue un popular guitarrista de jazz, cantante y crooner, cuya carrera inició en el Reino Unido y prosiguió en los Estados Unidos en la década de 1930, haciendo más de 1000 grabaciones entre 1927 y 1941. Bowlly exhibió una amplia gama de material, no sobrepasada por ningún contemporáneo, salvo, quizás, Bing Crosby.

## Inicios
Su nombre completo era Albert Allick Bowlly, y nació en Lourenço Marques, en la entonces colonia portuguesa de Mozambique. Sus padres eran de origen griego y libanés. Bowlly se crio en Johannesburgo, Sudáfrica y, tras diferentes ocupaciones llevadas a cabo en ese país durante su juventud, entre ellas barbero y jockey, ganó experiencia musical y de canto con una banda de baile liderada por Edgar Adeler que viajaba por Sudáfrica, Rodesia, India e Indonesia mediada la década de 1920. 
Sin embargo, fue despedido tras una discusión con Adeler mientras se encontraba el grupo en Surabaya, Indonesia. Tras un período con una banda filipina en Surabayo, fue empleado por Jimmy Liquime para actuar en India (Calcuta) y Singapur (Hotel Raffles). Para conseguir un pasaje de vuelta a su país, Bowlly hubo de trabajar como artista callejero. 
Justo un año después de su primera grabación, llevada a cabo en 1927 en Berlín con el tema de Irving Berlin "Blue Skies", Bowlly llegó a Londres  por primera vez, como parte de la orquesta de Federico Elizalde. Ese año "If I Had You" fue una de las primeras canciones de una banda inglesa de jazz en conseguir la fama en los Estados Unidos. Tras otro período como músico callejero en la época de la Gran Depresión, en los primeros años treinta finalmente Bowlly consiguió hacerse un nombre en el mundo del espectáculo.

## Inicios del estrellato
En los años treinta firmaría dos contratos que cambiarían su fortuna —uno en mayo de 1931 con Roy Fox—, cantando con su orquesta en el Restaurante Monseigneur de Londres, y el segundo un contrato de grabación con la orquesta de Ray Noble en noviembre de 1930.
En los siguientes cuatro años grabó más de 500 canciones. En 1933 Lew Stone había sustituido a Fox como líder de banda, y Bowlly interpretaba con la banda y con los arreglos del propio Stone. Tras mucha actividad radiofónica y una exitosa gira por el Reino Unido con Stone, Bowlly recibía innumerables solicitudes de actuaciones, pero siguió trabajando principalmente con Noble. En esa época había una considerable competición entre Noble y Stone para conseguir trabajar con Bowlly, motivo por el cual este pasaba gran parte del día en los estudios de grabación con la banda de Noble, y las tardes actuando en directo en el Monseigneur con el grupo de Stone.
En diciembre de 1931, Bowlly se casó con Freda Roberts, pero descubrió a su nueva esposa con otro hombre en la noche de bodas. La pareja se separó a las dos semanas, divorciándose con rapidez. El cantante volvió a casarse en diciembre de 1934, esta vez con Margaret Fairless, durando el matrimonio hasta el fallecimiento del cantante.

## Viaje a Estados Unidos y regreso al Reino Unido
Una visita a la ciudad de Nueva York en 1934 con Noble supuso aún más éxitos, y sus grabaciones consiguieron la fama en Estados Unidos. Fue el intérprete de una orquesta escogida para él y para Noble por Glenn Miller, en la cual participaban músicos de la talla de Claude Thornhill, Charlie Spivak, y Bud Freeman, entre otros.
En el comienzo de los años treinta, canciones como "Blue Moon", "Easy to Love", "I've Got You Under My Skin", y "My Melancholy Baby" fueron éxito de considerables dimensiones en Estados Unidos, tanto que Bowlly consiguió su propia serie radiofónica en la NBC y viajó a Hollywood para participar en 1936 en el film The Big Broadcast, protagonizado por uno de sus mayores competidores, Bing Crosby.
Su ausencia del Reino Unido al trasladarse a los Estados Unidos, dañó su popularidad en las islas británicas. Su carrera también se resintió a partir de 1936, al sufrir problemas vocales que afectaban con frecuencia sus grabaciones. En esa época Bowlly también interpretó pequeños papeles para el cine, aunque sus escenas a veces eran cortadas, por todo ello, Bowlly decidió volver con su esposa a Londres en enero de 1937.
Bowlly también había actuado con una banda propia, los Radio City Rhythm Makers, sin embargo, a principios de 1937, la banda se disolvió cuando se descubrió que sus problemas vocales se debían a un tumor benigno en su garganta, lo que le provocó una breve pérdida de voz. Separado de su esposa y con la banda disuelta, viajó a Nueva York para someterse a una cirugía correctiva que se llevó a cabo en 1938, sin embargo, en el final de su carrera Bowlly continuó sufriendo problemas con su voz.
Con su fama menguada en el Reino Unido, para ganarse el sustento tuvo de dedicarse a actuar en teatros locales y a grabar siempre que le era posible, moviéndose de una orquesta a otra, incluyendo las de Sydney Lipton, Geraldo y Ken Johnson. Consiguió un repunte en su carrera a partir de 1940, al trabajar junto a Jimmy Messene (cuya carrera también iba en declive), con un número llamado Radio Stars with Two Guitars que interpretaban en el ambiente teatral londinense. 
Fue su última aventura antes de morir en abril de 1941. La asociación tuvo problemas, debido a que Messene era alcohólico y en ocasiones no era capaz de actuar. La última canción grabada por Bowlly, dos semanas antes de fallecer, fue un dueto interpretado con Messene de la canción satírica de Irving Berlin sobre Adolf Hitler, "When That Man is Dead and Gone".

## Fallecimiento
El 17 de abril del año 1941 a las 3:10 a. m., Bowlly y Messene acababan de actuar en el Rex Cinema en High Wycombe (Londres). Aunque se le había ofrecido la oportunidad de dormir en la zona, Bowlly optó por tomar el último tren para ir a su domicilio en Jermyn Street, en una decisión que fue fatal. Falleció a causa de la explosión que provocó que la puerta de su departamento se desprendiera y lo golpeara en la cabeza, la mina que causó su muerte fue lanzada en paracaídas por la Luftwaffe. Bowlly fue enterrado junto a otras víctimas de los bombardeos en el Cementerio Hanwell, en el oeste Londres.

## Legado
De manera invariable, a Al Bowlly se le concede el honor de ser el inventor del estilo de canto crooner, o "Moderno Estilo de Canto", lanzando un libro sobre el tema y con el mismo nombre. Bowlly experimentó con nuevos métodos de amplificación, y en la revista Melody Maker se le veía en un anuncio promocionando un megáfono portátil. Con la llegada del micrófono en 1931, Bowlly adaptó su estilo de canto desde el jazz de los años veinte al estilo más suave de crooner de los años treinta y cuarenta. Su técnica, sinceridad, dicción y su personalidad, le distinguieron del resto de los cantantes de la década de 1930.
A Bowlly también se le reconoce como a la primera "Estrella Pop". Antes de Bowlly, los líderes de banda eran las estrellas y las principales atracciones, vendiéndose los discos con el nombre del líder y de la orquesta. La mayoría de los cantantes eran anónimos, pero la fama de Bowlly cambió eso, siendo el primer intérprete en tener un espacio en solitario en BBC radio. Gracias a todo ello, a Bowlly se le dio el apodo de "El Gran Desmayo", pues tras las actuaciones era acosado por las admiradoras en busca de fotos y autógrafos.

## Discografía parcial
| "Time on My Hands"                   | 19 de febrero de 1931   |
| "Goodnight, Sweetheart"              | 19 de febrero de 1931   |
| "Guilty"                             | 2 de diciembre de 1931  |
| "Lullaby of the Leaves"              | 10 de junio de 1932     |
| "Looking on the Bright Side of Life" | 1 de septiembre de 1932 |
| "Love Is the Sweetest Thing"         | 8 de septiembre de 1932 |
| "What More Can I Ask?"               | 23 de diciembre de 1932 |
| "Hustlin' and Bustlin' for Baby"     | 16 de marzo de 1933     |
| "Close Your Eyes"                    | 7 de diciembre de 1933  |
| "Midnight, the Stars and You"        | 16 de febrero de 1934   |
| "The Very Thought of You"            | 21 de abril de 1934     |
| "Isle of Capri"                      | 30 de agosto de 1934    |
| "Dinner for One Please, James"       | 14 de noviembre de 1935 |
| "It's a Lovely Day Tomorrow"         | 15 de febrero de 1940   |